# آبشار تالمر
آبشار تالمر (به انگلیسی: Tolmer Falls) آبشاری است که در استرالیا واقع شده و ارتفاع کلی ریزشگاه آن ۳۵ متر است.